# Bözen
Bözen is een plaats en voormalige gemeente in het Zwitserse kanton Aargau. Bözen telt 748 inwoners. Op 1 januari 2022 fuseerde de gemeente met Effingen, Elfingen en Hornussen tot de gemeente Böztal. Hierbij werd Bözen overgeheveld van het district Brugg naar het district Laufenburg.

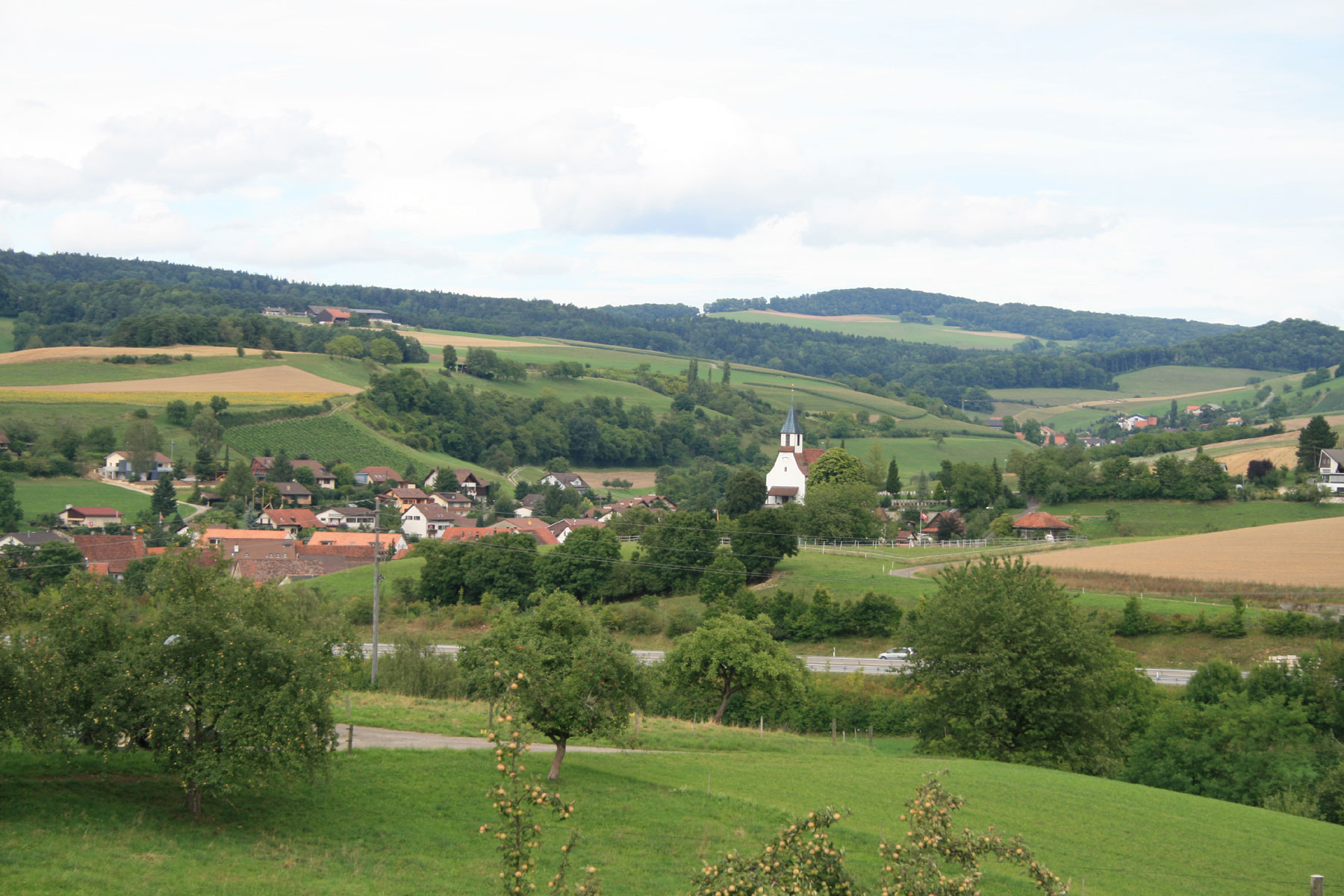
Bözen

## Geboren
- Marie Heim-Vögtlin (1845-1917), eerste vrouwelijke arts van Zwitserland